# قسم كجيد الريفي
قسم کجید الريفي () (بالفارسية: دهستان کجید) هي منطقة سكنية تقع في إيران في Rankuh District. يقدر عدد سكانها بـ 903 نسمة .